# Force athlétique aux Jeux mondiaux de 2017
Navigation
Cali 2013 Birmingham 2022
Les épreuves de force athlétique des Jeux mondiaux de 2017 ont lieu du 24 juillet au 26 juillet 2017 à Wrocław.

## Compétition

### Femmes

#### Poids légers (24 juillet 2017)
| Place | Athlète        | Athlète                       | Athlète    | Flexion sur jambes (kg) | Développé couché (kg) | Soulevé de terre (kg) | Total      | Total  |
| Place | Pays           | Nom                           | Poids (kg) | Flexion sur jambes (kg) | Développé couché (kg) | Soulevé de terre (kg) | Poids (kg) | Points |
| ----- | -------------- | ----------------------------- | ---------- | ----------------------- | --------------------- | --------------------- | ---------- | ------ |
| 1     | Russie         | Natalia Salnikova             | 50,9       | 210,0                   | 135,0                 | 180,0                 | 525,0      | 665,54 |
| 2     | Japon          | Yukako Fukushima              | 46,4       | 185,0                   | 135,0                 | 165,0                 | 485,0      | 657,90 |
| 3     | Taipei chinois | Chen Wei-Ling                 | 44,3       | 185,0                   | 87,5                  | 180,0                 | 452,5      | 634,54 |
| 4     | Porto Rico     | Maria Luiza Vasquez           | 45,4       | 182,5                   | 110,0                 | 160,0                 | 452,5      | 623,59 |
| 5     | Venezuela      | Maria Dominguez               | 52,1       | 187,5                   | 150,0                 | 162,5                 | 500,0      | 623,40 |
| 6     | Venezuela      | Frankmary Elianny Duno Medina | 46,1       | 170,0                   | 110,0                 | 162,5                 | 442,5      | 603,04 |
| 7     | Ukraine        | Kateryna Klymenko             | 51,9       | 175,0                   | 120,0                 | 172,5                 | 467,5      | 583,86 |
| 8     | Canada         | Stephanie Puddicome           | 51,7       | 170,0                   | 87,5                  | 175,0                 | 432,5      | 541,84 |
| 9     | France         | Vanessa Martin                | 51,8       | 170,0                   | 97,5                  | 165,0                 | 432,5      | 541,19 |
| DSQ   | Pologne        | Olimpia Felinska              | 51,7       |                         | 85,0                  | 155,0                 |            | DSQ    |

#### Poids moyens (24 juillet 2017)
| Place | Athlète        | Athlète                    | Athlète    | Flexion sur jambes (kg) | Développé couché (kg) | Soulevé de terre (kg) | Total      | Total  |
| Place | Pays           | Nom                        | Poids (kg) | Flexion sur jambes (kg) | Développé couché (kg) | Soulevé de terre (kg) | Poids (kg) | Points |
| ----- | -------------- | -------------------------- | ---------- | ----------------------- | --------------------- | --------------------- | ---------- | ------ |
| 1     | Ukraine        | Larysa Soloviova           | 62,9       | 225,0                   | 170,0                 | 210,0                 | 605,0      | 650,19 |
| 2     | Russie         | Anna Ryzhkova              | 56,9       | 220,0                   | 140,0                 | 192,5                 | 552,5      | 641,84 |
| 3     | Taipei chinois | Wu Hui-Chun                | 58,9       | 205,0                   | 145,0                 | 202,5                 | 552,5      | 624,55 |
| 4     | Équateur       | Vilma Ochoa Vargas         | 53,4       | 212,5                   | 105,0                 | 187,5                 | 505,0      | 616,91 |
| 5     | Russie         | Olga Adamovich             | 61,6       | 227,5                   | 132,5                 | 200,0                 | 560,0      | 611,80 |
| 6     | Brésil         | Cicera Tavares             | 61,8       | 200,0                   | 122,5                 | 210,0                 | 552,5      | 602,11 |
| 7     | Brésil         | Erica Bueno                | 58,7       | 192,5                   | 155,0                 | 182,5                 | 530,0      | 600,97 |
| 8     | Équateur       | Kenia Monserrate           | 57,2       | 207,5                   | 107,5                 | 195,0                 | 510,0      | 590,27 |
| 9     | Allemagne      | Gundula Fiona von Bachhaus | 61,8       | 180,0                   | 170,0                 | 187,5                 | 537,5      | 585,61 |
| DSQ   | Venezuela      | Edgimar Ruiz Moreno        | 52,2       |                         |                       |                       |            | DSQ    |

#### Poids lourds (25 juillet 2017)
| Place | Athlète        | Athlète           | Athlète    | Flexion sur jambes (kg) | Développé couché (kg) | Soulevé de terre (kg) | Total      | Total  |
| Place | Pays           | Nom               | Poids (kg) | Flexion sur jambes (kg) | Développé couché (kg) | Soulevé de terre (kg) | Poids (kg) | Points |
| ----- | -------------- | ----------------- | ---------- | ----------------------- | --------------------- | --------------------- | ---------- | ------ |
| 1     | Brésil         | Ana Castellain    | 67,0       | 247,5                   | 175,0                 | 212,5                 | 635,0      | 651,83 |
| 2     | États-Unis     | Priscilla Ribic   | 69,9       | 235,0                   | 160,0                 | 240,0                 | 635,0      | 632,08 |
| 3     | Venezuela      | Yenifer Canelon   | 63,0       | 235,0                   | 132,5                 | 220,0                 | 587,5      | 630,80 |
| 4     | Norvège        | Marte Elverum     | 71,6       | 242,5                   | 140,0                 | 248,5                 | 631,0      | 618,38 |
| 5     | Canada         | Rhaea Stinn       | 71,0       | 247,5                   | 157,5                 | 207,5                 | 612,5      | 603,43 |
| 6     | Italie         | Antonietta Orsini | 64,3       | 212,5                   | 140,0                 | 202,5                 | 555,0      | 586,80 |
| 7     | Pays-Bas       | Ankie Timmers     | 71,3       | 220,0                   | 157,5                 | 217,5                 | 595,0      | 584,35 |
| 8     | Russie         | Yulia Medvedeva   | 63,2       | 205,0                   | 152,5                 | 170,0                 | 527,5      | 565,11 |
| 9     | Équateur       | Johanna Aguinaga  | 65,0       | 195,0                   | 155,0                 | 175,0                 | 525,0      | 550,88 |
| 10    | Afrique du Sud | Chantelle du Toit | 71,8       | 162,5                   | 110,0                 | 160,0                 | 432,5      | 422,99 |

#### Poids super-lourds (26 juillet 2017)
| Place | Athlète        | Athlète                    | Athlète    | Flexion sur jambes (kg) | Développé couché (kg) | Soulevé de terre (kg) | Total      | Total       |
| Place | Pays           | Nom                        | Poids (kg) | Flexion sur jambes (kg) | Développé couché (kg) | Soulevé de terre (kg) | Poids (kg) | Points      |
| ----- | -------------- | -------------------------- | ---------- | ----------------------- | --------------------- | --------------------- | ---------- | ----------- |
| 1     | États-Unis     | Bonica Lough               | 131,0      | 310,5                   | 205,0                 | 247,5                 | 763,0      | 600,71 (WR) |
| 2     | Ukraine        | Tetyana Melnyk             | 73,2       | 245,0                   | 170,0                 | 205,0                 | 620,0      | 598,36      |
| 3     | États-Unis     | Liane Blyn                 | 79,5       | 242,5                   | 182,5                 | 217,5                 | 642,5      | 590,07      |
| 4     | Pays-Bas       | Ielja Strik                | 84,5       | 255,0                   | 172,5                 | 212,5                 | 640,0      | 569,02      |
| 5     | Ukraine        | Yevheniia Tishakova        | 80,9       | 260,0                   | 140,0                 | 220,0                 | 620,0      | 563,95      |
| 6     | Norvège        | Heidi Hille Arnesen        | 83,8       | 247,5                   | 145,0                 | 215,0                 | 607,5      | 542,50      |
| 7     | Pologne        | Marzena Natalia Wierzbicka | 74,2       | 220,0                   | 130,0                 | 210,0                 | 560,0      | 535,86      |
| 8     | Russie         | Nadezda Sindikas           | 82,6       | 225,0                   | 150,0                 | 202,5                 | 577,5      | 519,40      |
| 9     | Hongrie        | Agnes Szabo                | 117,0      | 260,0                   | 195,0                 | 190,0                 | 645,0      | 518,13      |
| 10    | Taipei chinois | Ya-Wen Chang               | 96,2       | 245,0                   | 145,0                 | 217,5                 | 607,5      | 511,94      |

### Hommes

#### Poids légers (24 juillet 2017)
| Place | Athlète        | Athlète             | Athlète    | Flexion sur jambes (kg) | Développé couché (kg) | Soulevé de terre (kg) | Total      | Total  |
| Place | Pays           | Nom                 | Poids (kg) | Flexion sur jambes (kg) | Développé couché (kg) | Soulevé de terre (kg) | Poids (kg) | Points |
| ----- | -------------- | ------------------- | ---------- | ----------------------- | --------------------- | --------------------- | ---------- | ------ |
| 1     | Russie         | Sergey Fedosienko   | 55,9       | 290,0                   | 192,5                 | 260,0                 | 742,5      | 677,61 |
| 2     | France         | Hassan El Belghitti | 65,6       | 290,0                   | 167,5                 | 315,0                 | 772,5      | 609,43 |
| 3     | États-Unis     | Charles Okpoko      | 65,4       | 312,5                   | 200,0                 | 257,5                 | 770,0      | 608,99 |
| 4     | Taipei chinois | Tsung-Ting Hsieh    | 64,5       | 265,0                   | 210,0                 | 280,0                 | 755,0      | 604,30 |
| 5     | Équateur       | Franklin Leon       | 59,2       | 280,0                   | 177,5                 | 235,0                 | 692,5      | 597,49 |
| 6     | Finlande       | Antti Savolainen    | 65,7       | 270,0                   | 200,0                 | 285,0                 | 755,0      | 595,24 |
| 7     | Taipei chinois | Yi-Chun Lin         | 59,5       | 260,0                   | 170,0                 | 257,5                 | 687,5      | 590,77 |
| 8     | Japon          | Yoshihiro Sato      | 65,4       | 265,0                   | 215,0                 | 235,0                 | 715,0      | 565,99 |
| 9     | Pologne        | Dariusz Wszola      | 58,8       | 260,0                   | 170,0                 | 217,5                 | 647,5      | 562,81 |

#### Poids moyens (25 juillet 2017)
| Place | Athlète    | Athlète            | Athlète    | Flexion sur jambes (kg) | Développé couché (kg) | Soulevé de terre (kg) | Total      | Total  |
| Place | Pays       | Nom                | Poids (kg) | Flexion sur jambes (kg) | Développé couché (kg) | Soulevé de terre (kg) | Poids (kg) | Points |
| ----- | ---------- | ------------------ | ---------- | ----------------------- | --------------------- | --------------------- | ---------- | ------ |
| 1     | Pologne    | Jaroslaw Olech     | 71,5       | 355,0                   | 212,5                 | 315,0                 | 882,5      | 650,67 |
| 2     | Ukraine    | Volodymyr Rysiev   | 82,6       | 360,0                   | 252,5                 | 332,5                 | 945,0      | 632,58 |
| 3     | Ukraine    | Andrii Naniev      | 82,8       | 347,5                   | 268,5                 | 315,0                 | 931,0      | 622,19 |
| 4     | Kazakhstan | Andrey Prokopenko  | 74,4       | 327,5                   | 237,5                 | 302,5                 | 867,5      | 621,82 |
| 5     | Canada     | Adam Ramzy         | 81,3       | 352,5                   | 255,0                 | 310,0                 | 917,5      | 620,23 |
| 6     | États-Unis | Paul Douglas       | 82,8       | 357,5                   | 222,5                 | 310,0                 | 890,0      | 595,05 |
| 7     | Norvège    | Kim-Raino Roelvaag | 82,0       | 330,0                   | 252,5                 | 290,0                 | 872,5      | 586,84 |
| 8     | Japon      | Nobuyuki Hamada    | 73,4       | 290,0                   | 227,5                 | 275,0                 | 792,5      | 573,45 |
| 9     | Japon      | Norihiro Otani     | 72,4       | 290,0                   | 232,5                 | 250,0                 | 772,5      | 564,23 |
| 10    | Algérie    | Rabah El Fekair    | 75,4       | 320,0                   | 145,0                 | 285,0                 | 750,0      | 532,27 |

#### Poids lourds (25 juillet 2017)
| Place | Athlète    | Athlète             | Athlète    | Flexion sur jambes (kg) | Développé couché (kg) | Soulevé de terre (kg) | Total      | Total      |
| Place | Pays       | Nom                 | Poids (kg) | Flexion sur jambes (kg) | Développé couché (kg) | Soulevé de terre (kg) | Poids (kg) | Points     |
| ----- | ---------- | ------------------- | ---------- | ----------------------- | --------------------- | --------------------- | ---------- | ---------- |
| 1     | Ukraine    | Sergii Bilyi        | 98,1       | 407,5                   | 297,5                 | 375,0                 | 1080,0     | 662,47 (W) |
| 2     | Russie     | Dmitry Inzarkin     | 91,3       | 360,0                   | 282,5                 | 350,0                 | 992,5      | 629,15     |
| 3     | Ukraine    | Dmytro Semenenko    | 104,1      | 432,0                   | 280,0                 | 330,0                 | 1042,0     | 624,57     |
| 4     | France     | Sofiane Belkesir    | 104,7      | 390,0                   | 272,5                 | 355,0                 | 1017,5     | 608,67     |
| 5     | États-Unis | Ian Bell            | 92,7       | 357,5                   | 230,0                 | 371,0                 | 0958,5     | 603,18     |
| 6     | Allemagne  | Sascha Stendebach   | 92,8       | 337,5                   | 275,0                 | 342,5                 | 0955,0     | 600,60     |
| 7     | Norvège    | Stian Walgermo      | 105,0      | 382,5                   | 282,5                 | 322,5                 | 0987,5     | 590,13     |
| 8     | Brésil     | David Coimbra       | 92,0       | 340,0                   | 247,5                 | 345,0                 | 0932,5     | 588,97     |
| 9     | États-Unis | Charles Conner      | 103,2      | 382,5                   | 312,5                 | 280,0                 | 0975,0     | 586,37     |
| 10    | Pologne    | Jan Wegiera         | 92,9       | 350,0                   | 300,0                 | 280,0                 | 0930,0     | 584,41     |
| DSQ   | Norvège    | Kristoffer Eikeland | 105,0      | 355,0                   |                       | 340,0                 |            | DSQ        |

#### Poids super-lourds (26 juillet 2017)
| Place | Athlète    | Athlète              | Athlète    | Flexion sur jambes (kg) | Développé couché (kg) | Soulevé de terre (kg) | Total      | Total  |
| Place | Pays       | Nom                  | Poids (kg) | Flexion sur jambes (kg) | Développé couché (kg) | Soulevé de terre (kg) | Poids (kg) | Points |
| ----- | ---------- | -------------------- | ---------- | ----------------------- | --------------------- | --------------------- | ---------- | ------ |
| 1     | Ukraine    | Oleksii Rokochiy     | 122,3      | 432,5                   | 317,5                 | 355,0                 | 1105,0     | 632,50 |
| 2     | États-Unis | Joseph Cappellino    | 166,3      | 440,0                   | 350,0                 | 335,0                 | 1125,0     | 613,13 |
| 3     | Kazakhstan | Nurlan Yeshmakhanov  | 117,6      | 390,0                   | 290,0                 | 365,0                 | 1045,0     | 603,70 |
| 4     | Tchéquie   | David Lupac          | 145,3      | 415,0                   | 330,0                 | 340,0                 | 1085,0     | 603,04 |
| 5     | Pologne    | Krzysztof Wierzbicki | 105,1      | 300,0                   | 200,0                 | 420,0                 | 0920,0     | 549,61 |
| 6     | Canada     | Ryan Stinn           | 144,2      | 385,0                   | 285,0                 | 295,0                 | 0965,0     | 536,93 |
| DSQ   | Islande    | Julian Johannsson    | 166,2      |                         | 295,0                 | 350,0                 |            | DSQ    |
| DSQ   | États-Unis | Blaine Summner       | 175,2      | 475,0                   | 405,0                 |                       |            | DSQ    |
| DSQ   | Ukraine    | Oleksii Bychkov      | 119,8      |                         |                       |                       |            | DSQ    |
| DSQ   | Allemagne  | Kevin Jäger          | 129,8      |                         |                       |                       |            | DSQ    |

## Podiums

### Femmes
| Épreuves           | Or                         | Argent                     | Bronze                       |
| ------------------ | -------------------------- | -------------------------- | ---------------------------- |
| Poids légers       | Russie Natalia Salnikova   | Japon Yukako Fukushima     | Taipei chinois Chen Wei-ling |
| Poids moyens       | Ukraine Larysa Soloviova   | Russie Anna Ryzhkova (ru)  | Taipei chinois Wu Hui-chun   |
| Poids lourds       | Brésil Ana Castellain (en) | États-Unis Priscilla Ribic | Venezuela Yenifer Canelon    |
| Poids super-lourds | États-Unis Bonica Lough    | Ukraine Tetyana Melnyk     | États-Unis Liane Blyn        |

### Hommes
| Épreuves           | Or                       | Argent                       | Bronze                         |
| ------------------ | ------------------------ | ---------------------------- | ------------------------------ |
| Poids légers       | Russie Sergey Fedosienko | France Hassan El Belghiti    | États-Unis Charles Okpoko      |
| Poids moyens       | Pologne Jarosław Olech   | Ukraine Volodymyr Rysiev     | Ukraine Andrii Naniev          |
| Poids lourds       | Ukraine Sergii Bilyi     | Russie Dmitry Inzarkin (ru)  | Ukraine Dmytro Semenenko       |
| Poids super-lourds | Ukraine Oleksii Rokochiy | États-Unis Joseph Cappellino | Kazakhstan Nurlan Yeshmakhanov |

## Tableau des médailles
- Pays organisateur

| Rang  | Nation         | Or | Argent | Bronze | Total |
| ----- | -------------- | -- | ------ | ------ | ----- |
| 1     | Ukraine        | 3  | 2      | 2      | 7     |
| 2     | Russie         | 2  | 2      | 0      | 4     |
| 3     | États-Unis     | 1  | 2      | 2      | 5     |
| 4     | Brésil         | 1  | 0      | 0      | 1     |
| 5     | Pologne        | 1  | 0      | 0      | 1     |
| 6     | France         | 0  | 1      | 0      | 1     |
| 6     | Japon          | 0  | 1      | 0      | 1     |
| 8     | Taipei chinois | 0  | 0      | 2      | 2     |
| 9     | Kazakhstan     | 0  | 0      | 1      | 1     |
| 9     | Venezuela      | 0  | 0      | 1      | 1     |
| Total | Total          | 8  | 8      | 8      | 24    |